# 翼齒鯛
翼齒鯛為輻鰭魚綱刺尾鯛目笛鯛科的其中一種，也是翼齒鯛屬的唯一物種。

## 分布
本魚分布於西大西洋區，從美國北卡羅來納州至巴西聖保羅海域，棲息深度40-300公尺。

## 形態
本魚體長可達60公分，生活在沙石底質的大陸棚海域，成群活動。

## 生態
本魚屬肉食性，以魚類、甲殼類、多毛類、頭足類等為食。

## 經濟利用
可做為食用魚。